# Gloucester City Museum & Art Gallery

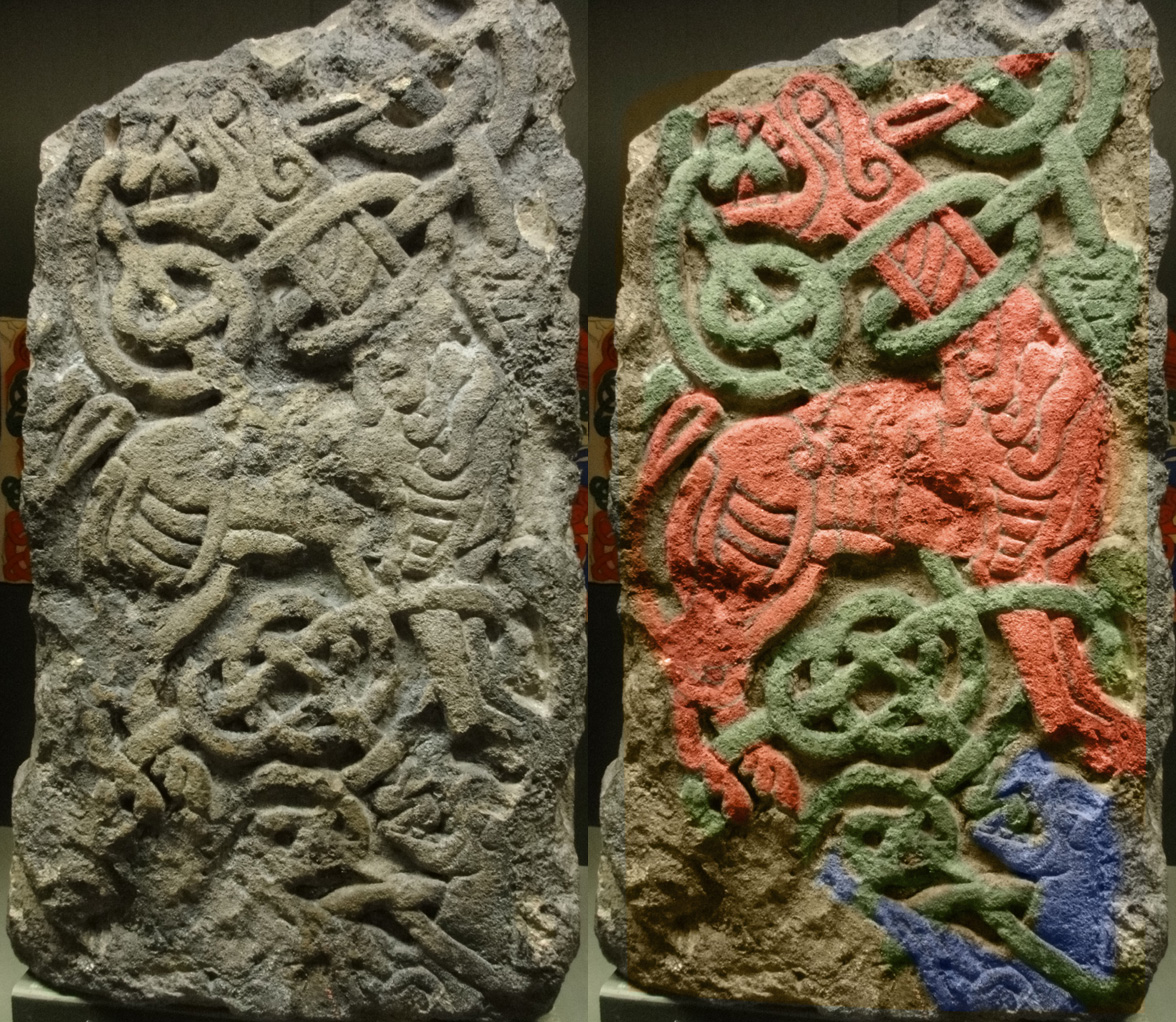
Fragment d'une croix saxonne provenant du Prieuré Saint-Oswald (en fausses couleurs à droite).

Le Gloucester City Museum & Art Gallery dans Brunswick Road, est le plus grand musée de la ville de Gloucester. Il a été récemment rénové grâce à un tirage spécial de la National Heritage Lottery Fund et a été inauguré le 3 septembre 2011 (Gloucester Day).
Le Gloucester Folk Museum est un autre musée de Westgate Street, consacré à l'histoire sociale du Gloucestershire.

## Origines
Ce musée, privé à l'origine, a ouvert ses portes dans The Black Swan le 12 mars 1860 grâce à une donation du poète Sydney Thompson Dobell. En 1896 la Corporation of the City of Gloucester l'a repris en gestion,.

## Le bâtiment
Le musée se trouve aujourd'hui dans un immeuble victorien classé par English Heritage de Grade II, de style néo-Renaissance, inspiré par les dessins de T.G. Jackson. C'était au départ le Price Memorial Hall de la Société des sciences et des Beaux Arts de Gloucester, construit en 1893 pour Margaret Price en hommage à son défunt mari William Edwin Price, et conçu par l'architecte F.S. Waller. La Corporation of the City of Gloucester a repris le bâtiment pour en faire le City Museum & Art Gallery en 1902,.
Il n’avait à l'origine qu'un rez-de-chaussée ; le premier étage a été aménagé en 1958 à l'initiative de l'archéologue Mortimer Wheeler.

## Les collections

### Archéologie
Les collections du musée comprennent :
- des fossiles de squelettes de dinosaures.
- divers vestiges archéologiques, comme la stèle funéraire de Rufus Sita[6] ou le Miroir de Birdlip de l'Âge du fer[2],[7] découvert en 1879.
- Des préparations anatomiques.
- Une collection de céramiques : faïence de Delft, figurines du Staffordshire et des vases Arts & Crafts d’Alfred et Louise Powell.
- du mobilier de l'époque de la reine Anne.
- divers témoignages de l'histoire locale, comme les appareils de la Gloucester Railway Carriage & Wagon Company et un buste du prédicateur méthodiste George Whitefield.

### Collection de tableaux
La pinacothèque du musée est constituée de 300 tableaux, où figurent, outre des œuvres de Turner et de Gainsborough, un portrait d'Olivier Cromwell sans les verrues du personnage,.

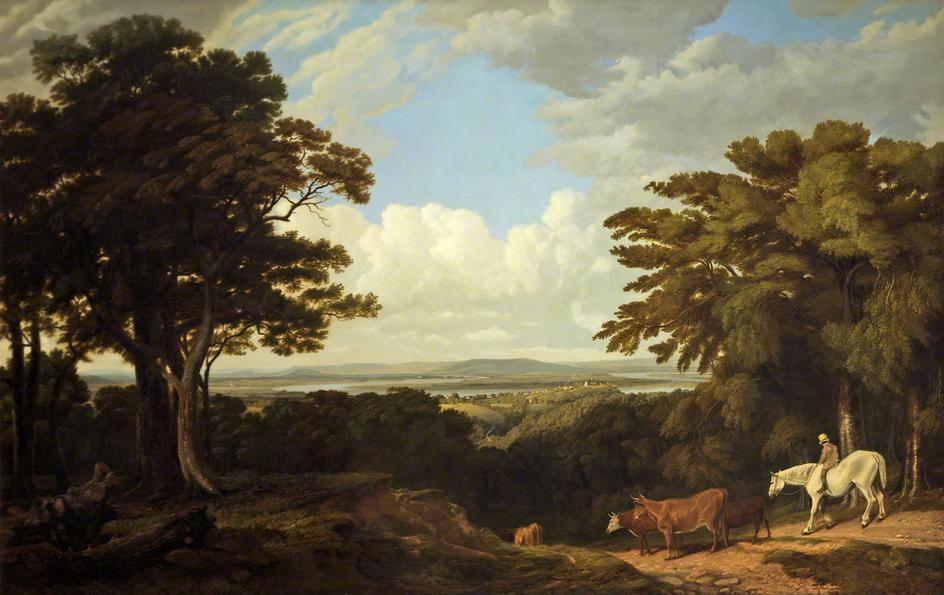
Newnham-on-Severn depuis Dean Hill par William Turner, propriété du musée depuis 1977 grâce à The Art Fund.
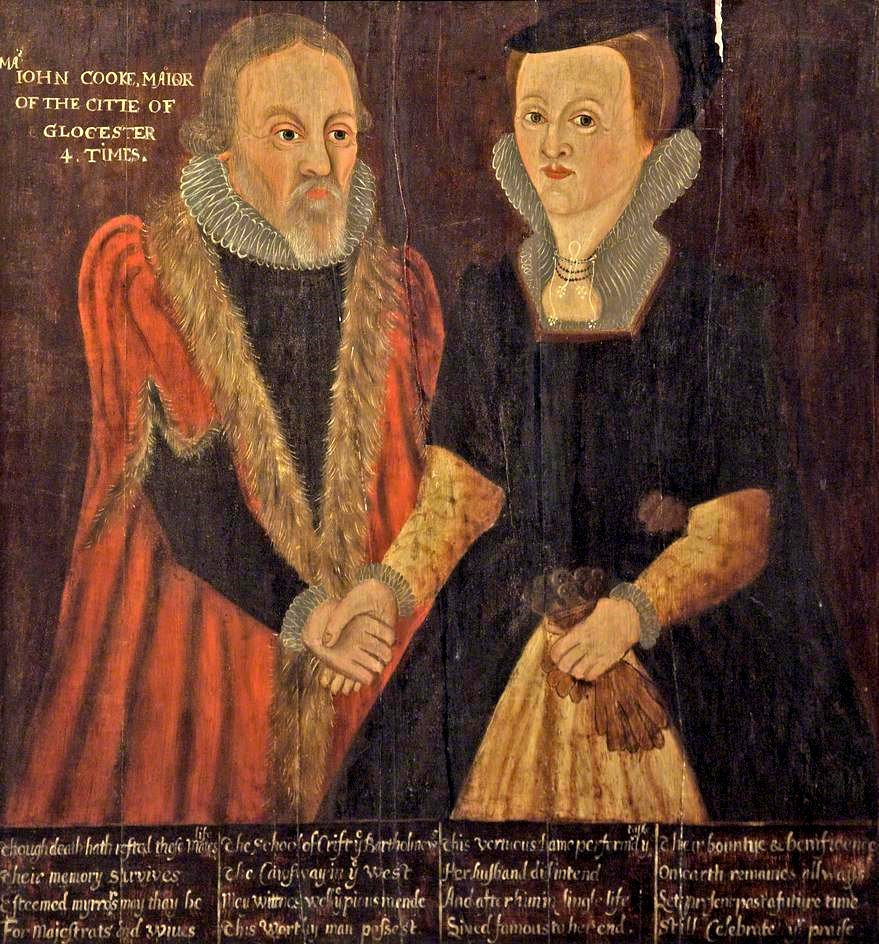
John et Joan Cooke, par un artiste anonyme. Joan Cooke avait fondé l'école de Crypt Church à la mort de son mari.
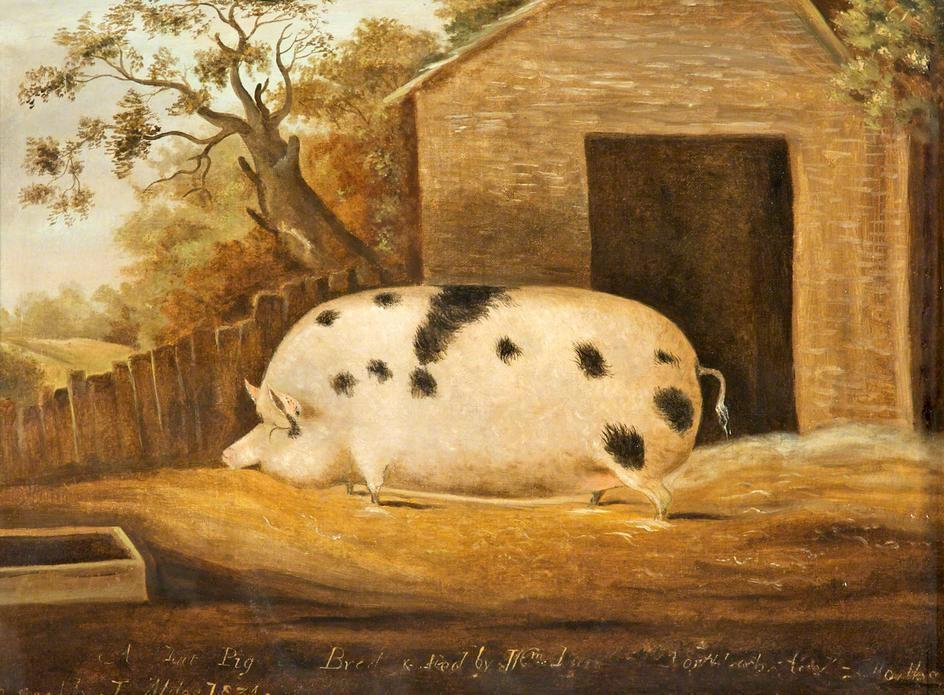
Représentation d'un cochon de race Gloucestershire Old Spot, les plus gros élevés en Grande-Bretagne[9] (1834).
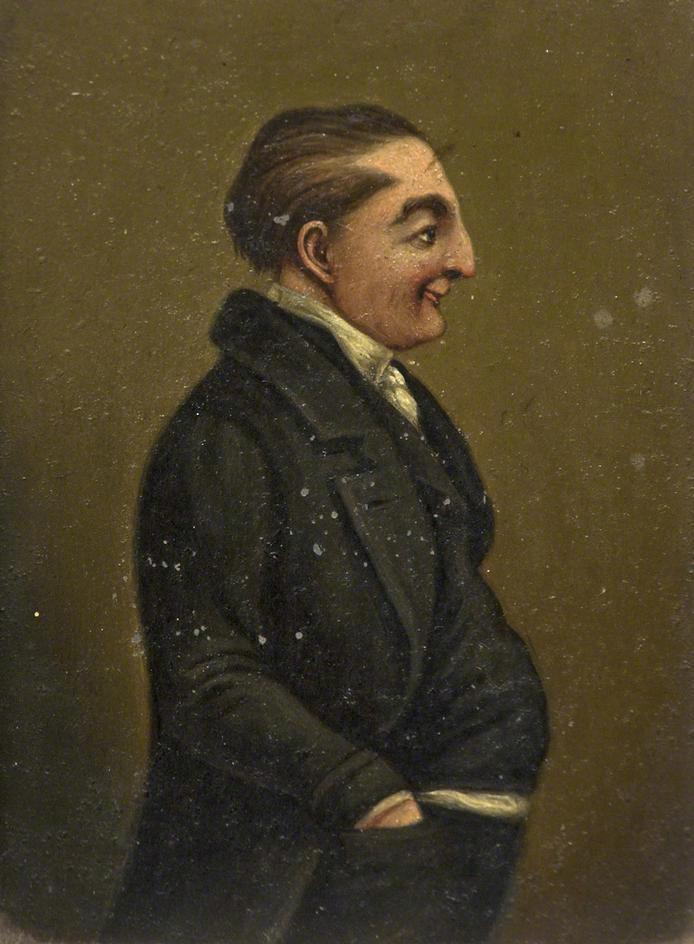
Miniature de Jemmy Wood, le célèbre Mendiant de Gloucester.

En 1977, la collection s'est enrichie d’un tableau de William Turner d’Oxford, Newnham-on-Severn from Dean Hill avec l'aide de The Art Fund.

## Activités
En 1976, les fouilles menées par les services d'archéologie du musée au prieuré Saint-Oswald ont fourni des renseignements précieux sur le monastère anglo-saxon fondé dans les années 890 par Æthelred de Mercie et sa femme Æthelflæd.